# クリフサイド
クリフサイド（英: Cliff Side）は、神奈川県横浜市中区元町にある、株式会社クリフサイドが運営する多目的イベントホール。1946年にダンスホールとして創業し、1950年代から1960年代にかけて、ナイトアンドデイ、ブルースカイと並んで横浜を代表する大規模なナイトクラブであった。

## 歴史
1946年8月、元町の代官坂に近い600坪弱の敷地に、木造2階建ての「山手舞踏場」が設立され、後に「クリフサイド」としてナイトクラブとなった。1階にあるメインのダンスフロアはおよそ100平方メートルの広さに、通常の3階分に相当する高さの吹き抜けが設けられ、フロアは桜の木でできている。最初期には、一部の富裕層しか入店できない高級店であり、飲食が提供され、従業員の女性ダンサーが客のダンスの相手をしており、女性ダンサーの数は最盛期には200人ほどであったという。銀行員の初任給が220円という当時、ダンスを踊るためのチケットは10回分が40円であった。その後は、経済成長とともに、より広い層が入店するようになっていった。
当時の横浜は、在日米軍施設が多かったことから、ジャズ文化が根付いており、若者たちはクリフサイドをはじめとするナイトクラブで踊ることが多かったという。
初期には、トランペッターの南里文雄がしばしばステージに立っており、2階の小宴会場が現在「トランペット・ルーム」と称されるのは、南里にちなんだものである。
1990年代の時点で、ナイトクラブとしての実態は失われており、「今はバンド演奏とレストラン、バーの営業が中心で、週末にはダンスパーティーがよく開かれる」と紹介されていた。
2016年にBS-TBSで放送された歌謡番組「今甦る!魅惑のムード歌謡スペシャル パート2」が収録され、出演は鶴岡雅義と東京ロマンチカ、ロスインディオス、マヒナスターズ、菅原洋一、内田あかりなどがヒット曲を披露した。

## 舞台となった作品
※発表年順

### 映画
- 上海帰りのリル（1952年）[2][9]
- 組織暴力（1967年）

### 小説
- 化身（1984年）[4]

### ミュージックビデオ
- 完璧ぐ～のね（2009年）
- ありがとう（2010年）
- Mosh & Dive（2013年）
- 人生はSTEP!（2016年）
- 恋☆煌メケーション!!!（2016年）
- 若い広場（2017年）
- Love me, Love you（2018年）
- 三角形の空き地（2018年）
- Da Dan Dance!（2019年）
- Diary（2022年）
- kyo-do?（2023年）
- ホテルニュートリノ（2024年）
- 雨が降ったって（2024年）
- 馬鹿の一つ覚え（2024年）